# Federalna televizija
Federalna televizija (FTV) je entitetska televizija Federacije Bosne i Hercegovine. Ona je dio Radiotelevizije FBiH.

## Povijest
Federalna televizija počela je s radom 27. listopada 2001. godine, emitiranjem Dnevnika. Urednik prvog Dnevnika u 19:30 bio je Amarildo Gutić, s trajanjem od 35 minuta. Program se odvijao na dva televizijska kanala (FTV1 i FTV2), ali od travnja 2003. godine televizijski program je sveden na jedan.U sklopu Federalne televizije, također, funkcionira i Radio Federacije Bosne i Hercegovine. Prvi generalni direktor Federalne televizije bio Jasmin Duraković (2001. – 2008.),a drugi Džemal Šabić (2008. - 2025.). Sadašnji generalni direktor je Bakir Hadžiomerović.

## Također pogledajte
- Radio Televizija Republike Srpske

## Vanjske poveznice
- Službena stranica RTVFBiH